# Гострий тонзиліт
Гострий тонзиліт (англ. acute tonsillitis; лат. tonsillitis acuta) — запалення піднебінних мигдаликів, слизової оболонки горла, лімфаденоїдного глоткового кільця, яке спричинюють різні мікроорганізми, здебільшого стрептокок, тоді такий гострий тонзиліт називають бактеріальним. Оскільки, крім ураження достатньо видимих під час звичайного огляду ротоглотки піднебінних мигдаликів, відбувається й запалення інших мигдаликів і численних лімфоїдних вкраплень слизової оболонки глотки, таку хворобу називають бактеріальним фарингітом. Тонзиліти, спричинені окремими групами стрептококів, у разі несвоєчасного коректного лікування є частою причиною тривалої персистенції мікроорганізмів в організмі, що спричинює гіперімунізацію організму з перспективою розвитку ревматичних захворювань.

## Етіологія
- Бета-гемолітичний стрептокок групи А.
- Деякі віруси.
- Грибки роду Candida.
- Дифтерія.
- Кір.
- Туляремія.
- Фарингіти, які пов'язані із захворюваннями, що передаються статевим шляхом (ЗПСШ).
  - Гострий тонзиліт/фарингіт на тлі ВІЛ-інфекції
  - Гонорея
  - Хламідіоз

## Епідеміологічні особливості
Джерелом інфекції є людина, хвора на гострий тонзиліт чи іншу стрептококову інфекцію, або реконвалесцент, рідше — здоровий носій гемолітичного стрептокока. Передача інфекції здійснюється повітряно-крапельним механізмом, іноді — аліментарним. Захворюваність зростає в холодну пору року, особливо навесні та восени, коли людина ще не встигає пристосуватись до різких змін температури середовища, і є характерною для нещодавно сформованих колективів (студентські гуртожитки, військові колективи, дитячі заклади). Спостерігають як спорадичні захворювання, так і епідемічні спалахи. Особлива сприйнятливість до гострого тонзиліту є в людей зі слабкою опірністю організму.

## Клінічні ознаки
Інкубаційний період триває від кількох годин до 2 діб. Хвороба починається гостро, з головного болю, підвищення температури тіла, ломоти в суглобах, ознобу. Одночасно (рідше наприкінці 1-ї доби) з'являється біль у горлі — спочатку при ковтанні, а згодом постійний. Частий і ранній симптом гострого тонзиліту — збільшення регіонарних (підщелепних) лімфовузлів, їхня болючість. Обличчя гіперемійоване, нерідко спостерігається герпес. Гарячковий період триває 3—5 днів.
За характером змін мигдаликів розрізняють тонзиліт:
- Катаральний (почервоніння та набряк слизової оболонки мигдаликів без утворення нашарувань — т. з. нальотів)
- Фолікулярний (запальний процес перебігає в глибині мигдалика, фолікули якого нагноюються, гноячки нагадують картину «зоряного неба»)
- Лакунарний (нальоти утворюються в лакунах, тобто заглибленнях мигдаликів, що схоже на дифтерію)
- Флегмонозний (нагноєння мигдаликів поширюється на сусідні тканини).
- Некротично-виразковий (утворення поверхневих виразок)

Фузоспірохетозний фарингіт (застаріле ангіна Симановського-Плаута-Венсана) є самостійною нозологічною формою.
Детальніші відомості з цієї теми ви можете знайти в статті Фузоспірохетозний сімбіоз.
Катаральна форма гострого тонзиліту характеризується гіперемією і набряком мигдаликів, піднебінних дужок і язичка.
Нагноєння лімфатичних фолікулів на поверхні мигдаликів, про що свідчать виникнення дещо піднятих субепітеліальних абсцесів жовто-білого кольору, є ознакою фолікулярної форми гострого тонзиліту. Якщо в лакунах піднебінних мигдаликів накопичується гній у вигляді жовто-білих пробок або нальоту, то говорять про лакунарну форму гострого тонзиліту. Частіше ці дві форми поєднуються.
При некротично-виразковій формі на мигдаликах виявляють некротичні ділянки темно-сірого відтінку, після відшарування яких утворюється глибокий дефект слизової оболонки з бугристим дном. Крім піднебінних мигдаликів, можуть уражатись інші утворення лімфатичного глоткового кільця — язиковий мигдалик, лімфоїдна тканина задньої стінки глотки (бокові валики) і гортані. Для діагностики уражень цієї локалізації вдаються до фарингоскопії або огляду за допомогою гортанного дзеркальця.

## Клінічний перебіг
З перших днів хвороби відзначають ознаки ураження серцево-судинної системи: тахікардію, приглушені тони серця, гіпотонію, іноді, загрудинний біль, значний біль у горлі, розлад ковтання, загальну кволість, підвищення температури тіла, збільшення і болючість прилеглих лімфатичних вузлів.
На ЕКГ виявляють зміни, що свідчать про гіпоксію міокарда. Часто спостерігають токсичні зміни нирок (мікрогематурія, протеїнурія). Зазвичай зі зникненням синдрому інтоксикації ці явища минають.

## Ускладнення
Серед ускладнень гострого тонзиліту є міокардит і ендокардит, тонзилярний, паратонзилярний, парафарингеальний і заглотковий абсцеси, отит, запалення придаткових пазух носа, гнійне запалення шийних лімфовузлів, набряк гортані, запалення нирок тощо. Можуть розвинутись хронічний тонзиліт, метатонзилярні захворювання — ревматизм, гломерулонефрит, ревматоїдний артрит, геморагічний васкуліт, сепсис.

## Діагностика
Діагностика ґрунтується на таких критеріях: гострий початок, гарячка, тонзиліт, регіонарний лімфаденіт, нейтрофільний лейкоцитоз, збільшення ШОЕ. Виділення зі слизової ротоглотки гемолітичного стрептокока не може слугувати підтвердженням діагнозу, оскільки носіями нерідко є й здорові люди. Необхідно в кожному випадку гострого тонзиліту досліджувати мазки із ротоглотки і носа на коринебактерії дифтерії.

## Диференціальний діагноз
Насамперед необхідно відрізнити гострий від хронічного тонзиліту, тому що це принципово різні хвороби. Гострий тонзиліт — інфекція зі своїм збудником, яка може повторюватися, але щоразу закінчується одужанням (якщо, звичайно, не розвинуться ускладнення). Хронічний тонзиліт є поліетіологічним захворюванням, в його розвитку грає роль насамперед зниження місцевої та загальної опірності організму, холодовий та інші шкідливі чинники. У випадку хронічного тонзиліту паренхіма мигдаликів замінюється сполучною тканиною, утворюються спайки між стінками лакун і між мигдаликами та піднебінними дужками. У зв'язку з утрудненням евакуації відшарованого епітелію, мікробів, запального ексудату лакуни розширюються, утворюють ретенційні кисти. Запальний процес проходить мляво, за певних умов може загострюватися. Загострення хронічного тонзиліту супроводжується симптомами загальної інтоксикації — субфебрилітетом, болем у суглобах, зниженням працездатності, кволістю. Мигдалики зазвичай збільшені, мають підслизові нагноєні фолікули (однак за відсутності ознак гострого тонзиліту — гіперемії, запальної інфільтрації), казеозно-гнійні маси в рубцьованих лакунах. Регіонарні лімфовузли збільшені, щільні, іноді болючі. Клінічний аналіз крові у випадку декомпенсованого хронічного тонзиліту не змінений. Часто простежується тонзило-кардіальний синдром (суб'єктивні відчуття у вигляді болю в ділянці серця, перебоїв серцебиття; вазомоторні розлади — блідість або гіперемія шкіри, сухість шкіри або, навпаки, пітливість, функціональні шуми в серці, міокардит), явища холецистохолангіту.

## Лікування
Хворі на гострий тонзиліт зазвичай лікуються вдома. Госпіталізацію в інфекційний стаціонар здійснюють за клінічними показаннями (тяжкий перебіг гострого тонзиліту, ускладнення, обтяжений преморбідний фон), обов'язковою госпіталізація для хворих з гуртожитків, закритих колективів. Хворого в домашніх умовах треба ізолювати в окрему кімнату або хоча б за допомогою ширми, йому необхідно виділити посуд, рушник та інші побутові речі. До початку етіотропного лікування обов'язково забирають мазки з носа і слизової ротоглотки для дослідження на дифтерійну паличку. На весь час гарячки призначають ліжковий режим. Спеціальна дієта не потрібна. З метою дезінтоксикації рекомендується збільшити прийом рідини до 1,5—2 л на добу.
Всім пацієнтам
Анальгетики і місцеві анестетики можна застосовувати для усунення симптомів болю, перхотіння у горлі, від головного болю, для нормалізації температури тіла. Проте аспірин, особливо дітям, не рекомендований до застосування, оскільки може спричиняти синдром Рея.
Кортикостероїди не рекомендовані.
Первинно: парацетамол або ібупрофен.
Вторинно: місцеві анальгетики (лідокаїн).
Якщо є ознаки бактеріальної інфекції
- при можливості провести швидкий тест на стрептокок групи A
- мазок з горла, якщо є бактерії, вони виростуть у лабораторії через кілька днів
- аналіз крові — збільшення лейкоцитів за рахунок нейтрофілів
- чи є характерні ознаки фарингіту, спричиненого стрептококом групи A (наведені вище), навіть при негативному тесті на стрептокок групи A

Первинно: або феноксиметилпеніцилін, або бензатин-бензилпеніцилін, або амоксицилін.
Вторинно: або азитроміцин, або кларитроміцин, або еритроміцин, або цефалексин, або цефадроксил, або кліндаміцин.
При частих рецидивах гострого тонзиліту додаткова міра — тонзилектомія.
Реконвалесцентів допускають до роботи за умови клінічного одужання (після 5-го дня нормальної температури) і нормалізації показників крові, сечі, ЕКГ. Протягом наступних 5—7 днів їх бажано звільняти від важкої фізичної праці.

## Профілактика
Рекомендовано активне диспансерне спостереження протягом місяця після перенесеного захворювання (огляд лікаря не рідше 1 разу на тиждень), оскільки можливий розвиток метатонзилярних ускладнень.
Хворих на гострий тонзиліт необхідно ізолювати. Лікування бензилпеніциліном дає змогу швидко ліквідувати стрептококи у носоглотці та забезпечити профілактику первинного ревматизму. Доцільність санації носіїв гемолітичного стрептокока проблематична.
У приміщенні, в якому перебуває хворий, систематично проводять вологе прибирання і провітрювання. Рушники і посуд знезаражують кип'ятінням. Заключну дезинфекцію здійснюють препаратами хлору.
Якщо зареєстровано груповий спалах гострого тонзиліту, проводять епідеміологічне спостереження і тимчасово (до 7 діб після останнього захворювання) забороняють організовувати колективні громадсько-культурні заходи, домагаються розосередження людей. Ліквідація аліментарного спалаху гострого тонзиліту передбачає виявлення та вилучення інфікованого продукту. Рішення про використання біциліну з метою екстреної профілактики при груповому спалаху приймають дільничний лікар, інфекціоніст КІЗу та епідеміолог спільно.
Пильної уваги потребують особи зі зниженим місцевим імунітетом. Дорослим особам, які щороку багаторазово хворіють на гострий тонзиліт, рекомендують тонзилектомію. Тим, хто хворіє 2 рази на рік і рідше, призначають консервативне лікування і радять зміцнювати організм загальноприйнятими способами. У системі профілактики важливе місце посідає загартування.
Запобіганню тонзиліту сприяє загартування організму (спорт і фізкультурні вправи, правильний режим праці й відпочинку), ліквідація вогнищ інфекції (каріозні зуби, гайморити), налагодження носового дихання шляхом видалення аденоїдів у дітей, виправлення викривлень носової перетинки та видалення поліпів у дорослих.